# Kraj Bassari
Kraj Bassari – region kulturowy w południowo-wschodnim Senegalu, w pobliżu granicy z Gwineą, w 2012 roku wpisany na listę światowego dziedzictwa UNESCO. 
Geograficznie kraj Bassari stanowi północny kraniec masywu Futa Dżalon, stąd dominuje pagórkowaty krajobraz, porośnięty roślinnością strefy Sudanu. Gospodarka opiera się między innymi na tarasowa uprawie ryżu.
Region ten zamieszkany jest przez ludność należącą do kilku plemion, głównie Bassari, od których wziął swoją nazwę, a także Fula, Wolofów, Bambara, Malinke i Bedik. W pobliżu głównego miasta regionu – Kedougou – skupiają się tradycyjne wioski miejscowych plemion z typową architekturą, złożoną z gęsto popudowanych chat o stromych dachach krytych strzechą. Tradycyjne wioski to m.in. Bandafassi, znana z wyrobów wiklinowych, Indar, Ibel, Iwol z wielkiem baobabem uważanych przez miejscowych za święty, Salemata z cotygodniowym lumo, Etiolo i Dindefelo.

## Galeria

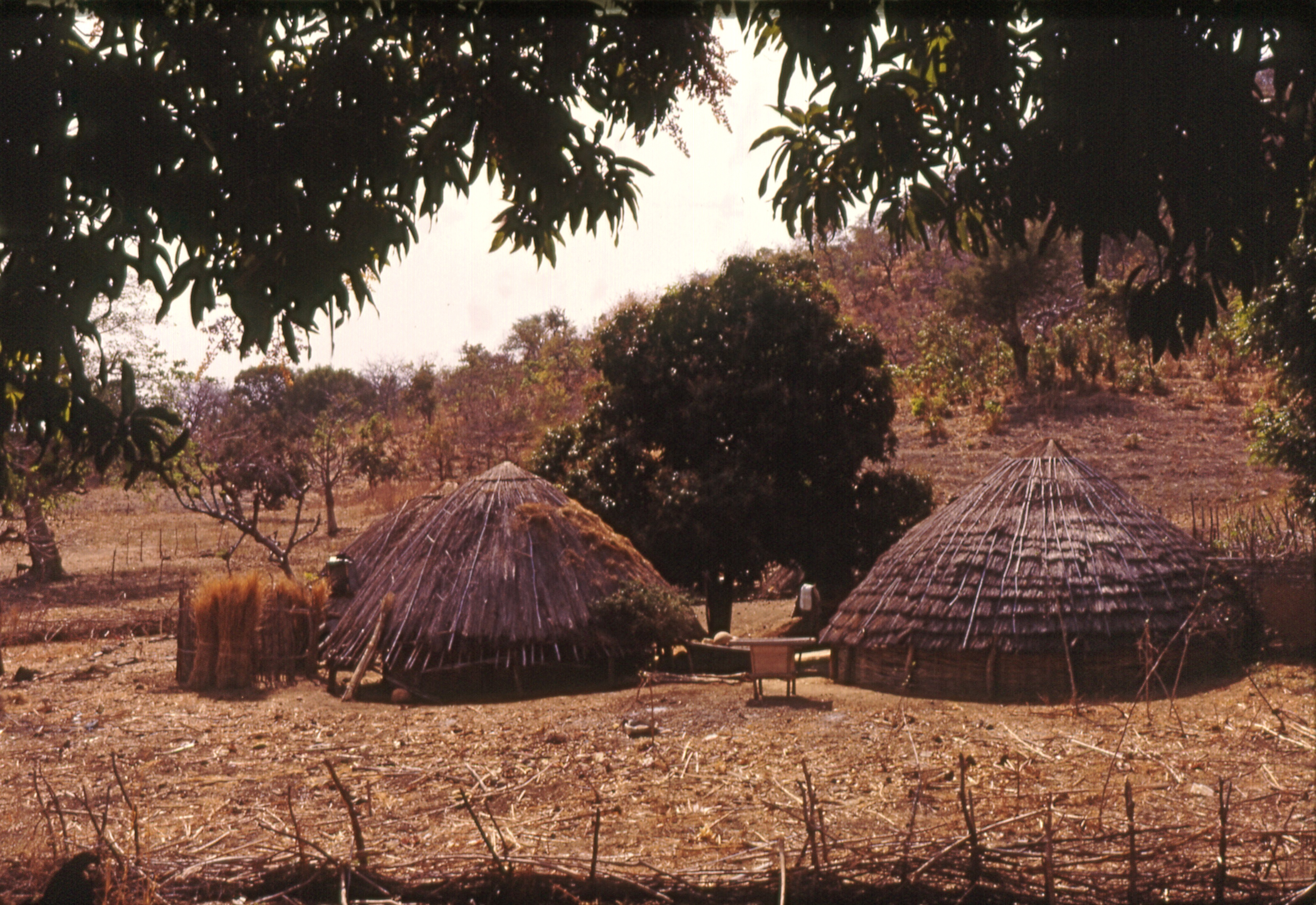
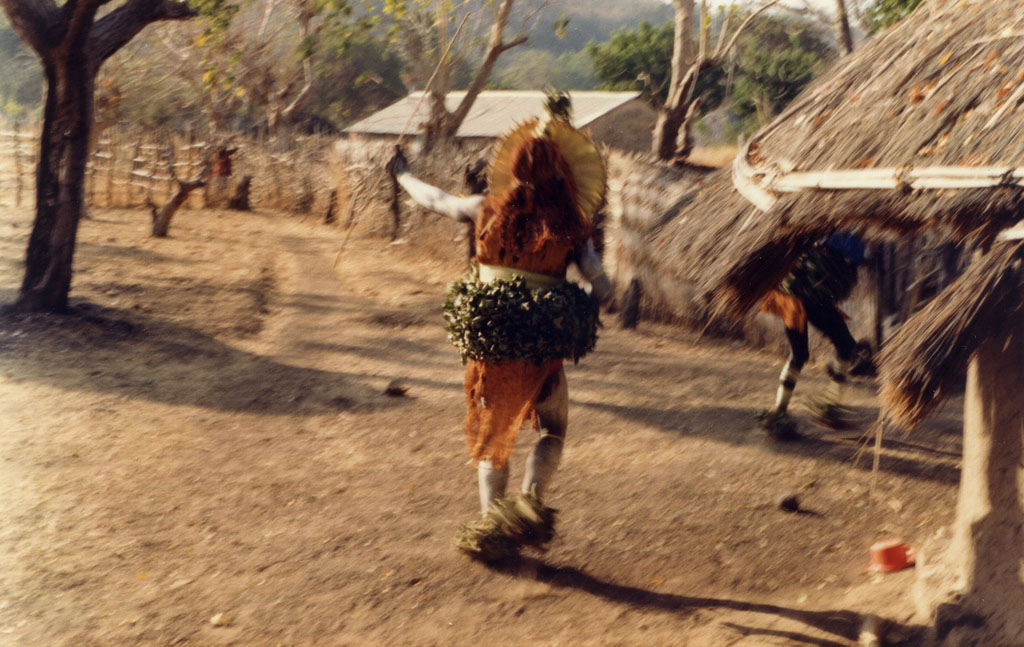
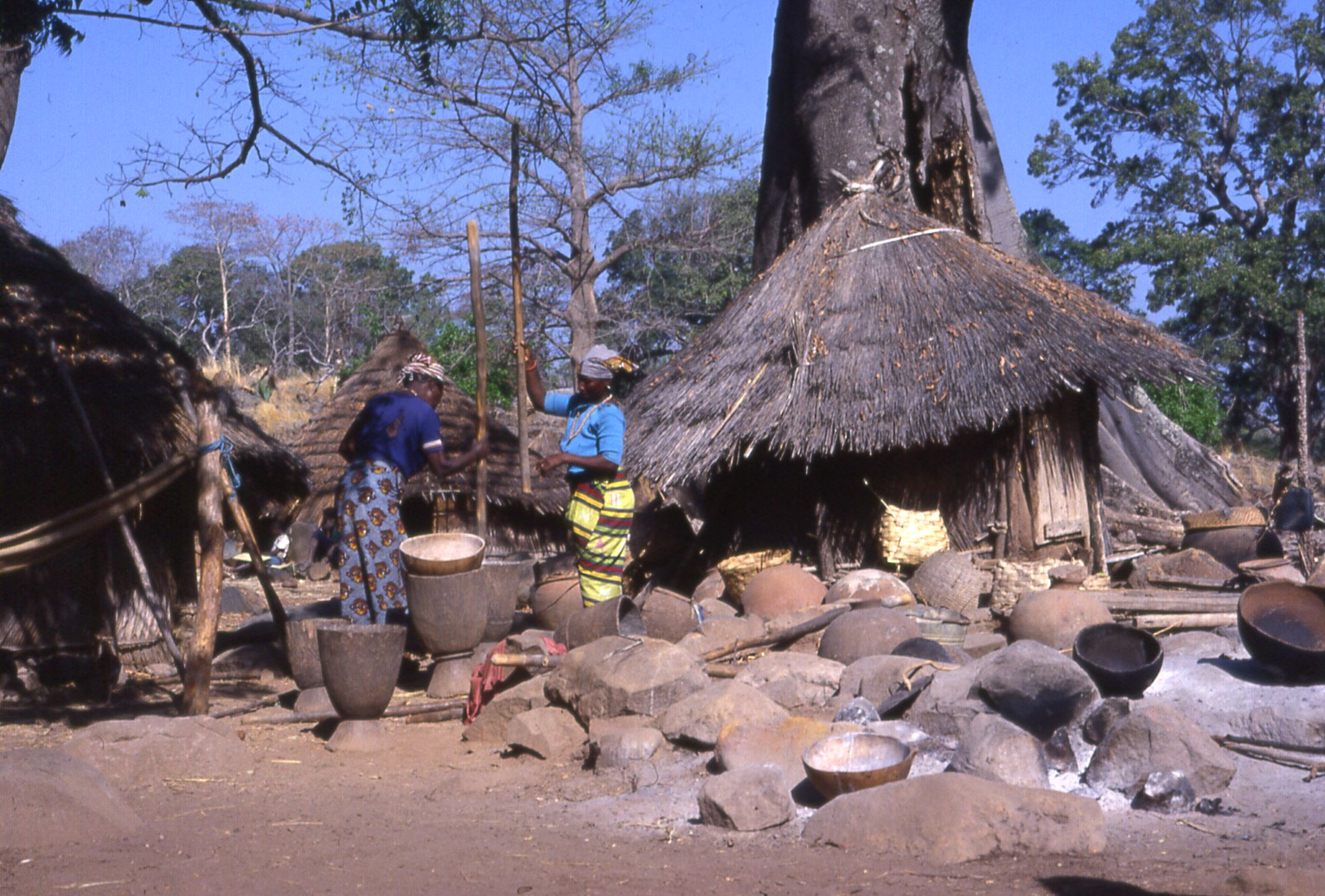